# Teoria perturbacji
Teoria perturbacji, rachunek zaburzeń – zbiór metod matematycznych, używanych do znalezienia przybliżonego rozwiązania problemu, który nie może być rozwiązany w sposób ścisły, dostarczając bezpośrednie rozwiązanie problemu. Teoria perturbacji może być zastosowana do rozwiązania problemu, gdy można go przedstawić jako część dającą bezpośrednie rozwiązanie i stosunkowo mały człon zaburzający.
Teoria perturbacji dąży do przedstawienia rozwiązania danego problemu za pomocą szeregu potęgowego z niewielkim parametrem określającym odchylenie (zaburzenie) od dokładnie rozwiązywalnego problemu. Odchylenie to oznaczane jest często przez {\displaystyle \epsilon .} Pierwszy człon tego szeregu jest rozwiązaniem rozwiązywalnego (niezaburzonego) problemu, podczas gdy dalsze człony szeregu opisują odchylenie od ściśle rozwiązywalnego problemu. Formalnie, dla opisania aproksymacji rozwiązania pełnego problemu {\displaystyle A} używany formuły:
{\displaystyle A=A_{0}+\epsilon A_{1}+\epsilon ^{2}A_{2}+\ldots }
w tym wyrażeniu, {\displaystyle A_{0}} jest dokładnym rozwiązaniem problemu niezaburzonego (pozbawionego odchylenia, a jednocześnie dokładnie rozwiązywalnego), natomiast {\displaystyle A_{1},A_{2},\dots } reprezentują kolejne człony opisujące zaburzenie. Dla małych wartości {\displaystyle \epsilon } czynniki coraz wyższych rzędów stają się zaniedbywane.

## Opis ogólny
Teoria perturbacji jest silnie związana z metodami używanymi w analizie numerycznej. Wcześniejsze zastosowania tego, co teraz nazywamy teorią perturbacji dotyczyły nierozwiązywalnych problemów matematycznych mechaniki nieba: rozwiązanie Newtona dla orbity Księżyca, który porusza się zauważalnie inaczej, niż według praw Keplera z powodu zaburzającego wpływu grawitacji Ziemi i Słońca.
Metody perturbacyjne rozpoczynają się od uproszczonej formy oryginalnego problemu, którą można dokładnie obliczyć. W mechanice nieba są to zazwyczaj prawa Keplera. W nierelatywistycznej teorii grawitacji, elipsa Keplera jest dokładna wtedy, gdy mamy dokładnie dwa oddziałujące grawitacyjnie ciała (powiedzmy – Ziemia i Księżyc), ale traci dokładność, gdy pojawiają się trzy i więcej (powiedzmy – Ziemia, Księżyc, Słońce i reszta Układu Słonecznego).
Rozwiązany, ale uproszczony problem jest następnie zaburzany (perturbowany), aby stworzyć warunki, które zbliżą zaburzony wynik do prawdziwego, jak np. uwzględnienie grawitacji trzeciego ciała (np. Słońca). „Warunki” są formułą (lub wieloma), które reprezentują rzeczywistość, często coś wynikającego z praw fizycznych, jak drugie prawo dynamiki Newtona:
{\displaystyle {\boldsymbol {F}}=m{\boldsymbol {a}}.}
W tym konkretnym przypadku, siła {\displaystyle {\boldsymbol {F}}} jest obliczana z oddziałujących grawitacyjnie ciał, a przyspieszenie {\displaystyle {\boldsymbol {a}}} jest otrzymywane z drogi Księżyca na jego orbicie. Obydwie wielkości są w dwóch formach: przybliżona wartość siły i przyspieszenia, co wynika z uproszczenia, oraz hipotetyczna stałość, która pozwala obliczyć wynik.
Niewielkie zmiany wyniku z nagromadzenia perturbacji, które same w sobie mogą być ponownie uproszczone, służą jako korekta do przybliżonego rozwiązania. Z powodu upraszczania wprowadzanego na każdym kroku procedury, korekcja nigdy nie jest doskonała, a warunki spełniane przez poprawione rozwiązanie nie pasują dokładnie do rzeczywistości. Aczkolwiek nawet jeden cykl korekcji często prowadzi do dobrego przybliżenia wyniku.
Nie ma powodów do zatrzymywania się na jednym cyklu poprawek. Częściowo poprawione rozwiązanie może być ponownie użyte jako nowy punkt startowy do perturbacji i poprawiania. Z zasady, cykle znajdowania ciągle lepszego rozwiązania powinny trwać w nieskończoność. W praktyce, zwykle zatrzymuje się po jednym lub dwóch cyklach. Komplikacją tej metody jest fakt, że poprawki powodują dużą komplikację nowego rozwiązania, więc każdy kolejny cykl jest coraz trudniejszy do wykonania. Izaak Newton powiedział, w nawiązaniu do problemu orbity Księżyca, że „przyprawia mnie to o ból głowy”.
Ta ogólna procedura jest szeroko stosowanym w zaawansowanej nauce i inżynierii narzędziem matematycznym: rozpocząć z uproszczonym problemem i stopniowo dodawać poprawki, które przybliżają formułę do rzeczywistości. Jest to naturalne rozszerzenie do metody funkcji matematycznych: „zgadnij, sprawdź, popraw”, używanej w starszych cywilizacjach do obliczania konkretnych liczb, jak pierwiastki kwadratowe.

## Przykłady
Przykładami „opisu matematycznego” są: równanie algebraiczne, równanie różniczkowe (np. równania ruchu w mechanice nieba, równanie falowe), hamiltonian (w mechanice kwantowej).
Przykłady dla rodzajów rozwiązań znajdowalnych perturbacyjnie: rozwiązanie równania (np. trajektorii cząstki), średnia statystyczna pewnych fizycznych wielkości (np. średnia magnetyzacja), problem stanu podstawowego w mechanice kwantowej.
Przykłady dokładnie rozwiązywalnych problemów startowych: równania liniowe, włączając w to liniowe równanie ruchu (oscylator harmoniczny, liniowe równanie falowe), statystyczne lub kwantowe układy cząstek nieoddziałujących ze sobą (lub ogólniej, hamiltoniany lub wolne energie zawierające tylko warunki kwadratowe w każdym stopniu swobody).
Przykłady „perturbacji”: nieliniowe elementy w równaniach ruchu, oddziaływania pomiędzy cząstkami, warunki wyższych potęg w hamiltonianie/wolnej energii.
Dla problemu fizycznego zawierającego interakcje pomiędzy cząsteczkami, warunki perturbacji mogą być pokazane (i manipulowane) przy pomocy diagramów Feynmana.

## Historia
Teoria perturbacji posiada swoje korzenie we wczesnej mechanice nieba, w której teoria epicyklów była używana do czynienia małych poprawek w przewidywanych ścieżkach planet. Potrzeba coraz większej ilości epicyklów spowodowała w XVI wieku rewolucję kopernikańską w rozumieniu ruchu planet. Rozwój podstawowej teorii perturbacji dla równań różniczkowych został w większości ukończony w połowie XIX w. Był to czas, kiedy Charles-Eugène Delaunay studiował ekspansję perturbacyjną dla układu Ziemia-Księżyc-Słońce i odkrył tak zwany „problem małych mianowników”. Mianownik występujący w n-tym warunku mógł być zadany mały, co powodowało, że jego poprawka była tak duża, lub większa, niż poprawka pierwszego rzędu. W XX wieku, problem ten doprowadził Henri Poincarégo do jednej z pierwszych dedukcji na temat istnienia chaosu, lub zwanego bardziej prozaicznie efektu motyla: bardzo małe zaburzenie może mieć ogromne skutki dla układu.
Teoria perturbacji przeżyła gwałtowny rozwój wraz z pojawieniem się mechaniki kwantowej. Chociaż była używana pół-klasycznym modelu atomu Bohra, obliczenia były monstrualnie złożone, a wyniki miały niejednoznaczną interpretację. Dopiero odkrycie mechaniki macierzowej Heisenberga pozwoliło na znaczne uproszczenie zastosowań teorii perturbacji. Godnymi odnotowania są efekt Starka i efekt Zeemana, które mają teorię wystarczająco prostą, aby być dołączonymi do standardowych podręczników studenckich. Inne wczesne zastosowania włączają strukturę subtelną i nadsubtelną w atomie wodoru.
Obecnie teoria perturbacji służy głównie w chemii kwantowej i kwantowej teorii pola. W chemii była używana do otrzymania pierwszych rozwiązań dla atomu helu.
W połowie XX wieku Richard Feynman odkrył, że ekspansja perturbacyjna może mieć elegancką i graficzną reprezentację w postaci czegoś, co dzisiaj nazywa się diagramami Feynmana. Chociaż były one pierwotnie łączone tylko z kwantową teorią pola, diagramy takie znajdują coraz większe zastosowanie wszędzie tam, gdzie występuje ekspansja perturbacyjna.
W 1954 roku powstało twierdzenie KAM, które zawierało problem częściowego rozkładu małego dzielnika. Rozwinięte przez Andrieja Kołmogorowa, Władimira Arnolda i Jürgena Mosera twierdzenie stanowiło warunki, pod którymi układ częściowych równań różniczkowych będzie miał tylko częściowe zachowanie chaotyczne z małymi perturbacjami.
W późnym okresie XX wieku brak satysfakcji wobec teorii perturbacji społeczności fizyków kwantowych, na który składały się nie tylko wychodzenie poza drugi stopień ekspansji, ale również wątpliwości, czy ekspansja w ogóle jest zbieżna, spowodowały silne zainteresowanie analizą nieperturbacyjną, czyli problemami dokładnie rozwiązywalnymi. Prototypowym modelem jest równanie Kortewega-de Vries, silnie nieliniowe dla interesujących rozwiązań, solitonów, dla których nie ma rozwiązania perturbacyjnego nawet przy nieskończonej ilości poziomów. Większość prac teoretycznych nad analizą nieperturbacyjną znalazło się pod nazwą grup kwantowych i geometrii nieprzemiennej.